# Yamanlar, Karşıyaka
Yamanlar là một xã thuộc huyện Karşıyaka, tỉnh İzmir, Thổ Nhĩ Kỳ. Dân số thời điểm năm 2010 là 123 người.